# Wöllstadt
Wöllstadt è un comune tedesco di 6 740 abitanti situato nel land dell'Assia.